# ميل ستيوارت
ميل ستيوارت (بالإنجليزية: Mel Stewart)‏ هو عازف الجاز وممثل أمريكي، ولد في 19 سبتمبر 1929 بكليفلاند في الولايات المتحدة، وتوفي في 24 فبراير 2002 في الولايات المتحدة.

## وصلات خارجية
- ميل ستيوارت على موقع IMDb (الإنجليزية)
- ميل ستيوارت على موقع ألو سيني (الفرنسية)
- ميل ستيوارت على موقع أول موفي (الإنجليزية)
- ميل ستيوارت على موقع قاعدة بيانات برودواي على الإنترنت (الإنجليزية)
- ميل ستيوارت على موقع قاعدة بيانات برودواي على الإنترنت (الإنجليزية)
- ميل ستيوارت على موقع قاعدة بيانات الأفلام السويدية (السويدية)
- ميل ستيوارت على موقع إن إن دي بي (الإنجليزية)
- ميل ستيوارت على موقع قاعدة بيانات الفيلم (الإنجليزية)
- ميل ستيوارت على موقع كينوبويسك (الروسية)